# José Isaac Peres
 (août 2022).
Pour les articles homonymes, voir Peres.
José Isaac Peres est un homme d'affaires et économiste, diplômé de la Faculté nationale d'économie de l'Université du Brésil, né à Rio de Janeiro. Il est marié à Maria Helena Peres et est président, fondateur et actionnaire majoritaire de l'entreprise d'investissements immobiliers Multiplan.

## Désinformation
Selon le portail d'information Metropoles, José Isaac Peres fait partie d'un groupe d'hommes d'affaires défendant un coup d'État au Brésil en 2022 en cas d'élection de Luiz Inácio Lula da Silva lors des élections de cette année-là. Selon l'enquête, le fondateur de Multiplan a diffusé des informations manifestement fausses sur le système électoral brésilien. Il déclare que les sondages sur les intentions de vote sont "truqués" pour confirmer les résultats des "urnes secrètes". Il déclare « Le TSE [...] compte 10 ministres du PT. Bolsonaro gagne dans les votes, mais peut perdre dans les sondages. Jusqu'à présent, des millions de votes annulés lors des dernières élections se sont déroulés dans le secret de la Justice. Il n'y avait aucune explication »,,.

## Arrestation
Le 23 août, sur ordre de la Cour Suprême Fédérale, la police lance un avis de recherche et d'arrestation contre José Isaac Peres, impliqué dans une tentative de préparation de coup d'État en faveur de Jair Bolsonaro. La Cour ordonne le gel de ses avoirs, de ses médias sociaux, et l'accès à ses comptes financiers. L'homme d'affaires évoque un cas de persécution et une attaque de sa liberté de parole.